# Donzère
Donzère är en kommun i departementet Drôme i regionen Auvergne-Rhône-Alpes i sydöstra Frankrike. Kommunen ligger i kantonen Pierrelatte som tillhör arrondissementet Nyons. År 2022 hade Donzère 5 981 invånare.

## Befolkningsutveckling
Antalet invånare i kommunen Donzère
Referens:INSEE